# James Ambrose Cutting
James Ambrose Cutting (1814–1867) fue un fotógrafo e inventor estadounidense. El proceso fotográfico Ambrotipia lleva su nombre.
Creció en la pobreza en una granja en Haverhill (Nuevo Hampshire). A los 28 años, inventó un nuevo tipo de colmena, y con el dinero de la venta de sus patentes se mudó a Boston, Massachusetts.

## Ambrotipos
Para realizar un ambrotipo se sensibiliza una placa de vidrio mediante el proceso de colodión húmedo y se expone en una cámara. El proceso de colodión húmedo fue inventado por Frederick Scott Archer y fue originalmente utilizado para negativos de vidrio, pero en un ambrotipo la imagen del colodión se utiliza como positivo.
Una vez seca, la parte trasera de la placa de vidrio se recubre con pintura negra, metal, tela o papel. Esto hace que las áreas claras del negativo parezcan oscuras, convirtiendo la imagen negativa en un positivo. Algunos ambrotipos fueron realizados con vidrio rubí o verde oscuro, lo que hacía innecesario el recubrimiento. Los ambrotipos a menudo se coloreaban a mano, normalmente con toques rojos en las mejillas del retratado. Se guardaban en estuches de madera o termoplástico (también llamados «estuches Unión»), como las fotografías de daguerrotipo con las que a menudo se las confunde. Un ambrotipo se distingue de un daguerrotipo porque su superficie no es reflectante. Los ambrotipos fueron populares en la década de 1850, pero continuaron hasta la década de 1890.
En 1854 obtuvo tres patentes sobre el proceso de creación de imágenes sobre vidrio mediante colodión húmedo. Aunque a veces se hace referencia a Cutting como el inventor del ambrotipo, sus tres patentes se refieren a mejoras en el proceso, más que a la idea del positivo en sí. Parece que Frederick Scott Archer fabricó ambrotipos (positivos de colodión con fondo negro) al menos desde 1852.
El término "ambrotipo"  puede haber sido utilizado por primera vez en la galería de Marcus Aurelius Root, un conocido daguerrotipista.

## Patentes
Números de patente 11.213, 11.266 y 11.267: Otorgadas a James Ambrose Cutting de Boston, Massachusetts en 1854 por crear fotografías positivas al colodión sobre vidrio. La primera y la segunda de estas patentes se refieren a los productos químicos y al manejo utilizados en el proceso de colodión, mientras que la tercera describe un método para sellar imágenes de colodión.
Número de patente 19.626: En 1858, James Ambrose Cutting y Lodowick H. Bradford de Boston, Massachusetts, obtuvieron una patente por mejoras en la fotolitografía. Definieron un proceso para crear una imagen fotográfica sobre una placa de impresión litográfica de piedra caliza .

## Años posteriores
En 1859, junto con Henry D Butler, abrió su Boston Aquarial Gardens, un acuario público. Su socio escribió el libro The Family Aquarium, que se publicó en 1858 y fue uno de los primeros libros escritos en Estados Unidos sobre los acuarios .
Angustiado por la conversión de su acuario en un salón de diversiones, sufrió un colapso nervioso. Murió en agosto de 1867 en un manicomio en Worcester (Massachusetts).'